# A-424
La A-424 es una carretera autonómica andaluza en la provincia de Córdoba que une los municipios de Cardeña y Pozoblanco pasando por Villanueva de Córdoba. Tiene 46,81 kilómetros de longitud y supone un eje vertebrador de gran importancia para la comarca del Valle de los Pedroches. Está presente la demanda para su acondicionamiento sobre todo entre Villanueva de Córdoba y Pozoblanco ya que presenta tramos en mal estado lo cual resulta peligroso.
A comienzos de 2018 se llevó a cabo la reposición del firme entre Villanueva de Córdoba y Pozoblanco, así como varias actuaciones de seguridad, entre las que cabe destacar la remodelación del primer acceso a Villanueva de Córdoba mediante la construcción de una glorieta partida y la instalación de barreras de seguridad entre Villanueva de Córdoba y Cardeña